# 黃昺翔
黃昺翔（1989年－），台湾音乐人，曾是張三李四樂團的團員。

## 演藝生涯
2012年創作大學畢製專輯《黑》。 2015～2016年為張三李四的成員。2019年首次正式發行個人專輯《你在幹嘛》。
2021年與蕭煌奇、潘麗麗合唱《舞台》。
2022年在舞台劇《2022愛在四月天-愛，家就幸福了》飾演男主角「豆豆」。
2023年推出福音歌《無懼的存在》。
他是「先生娛樂」、「天賦音樂文創工作室」兩家音樂公司的老闆。

## 音樂作品

### 專輯
| 專輯 | 發行日期      | 專輯名稱     | 語言             | 曲目 |
| 1    | 2012年        | 《黑》       | 華語             | 1. 黑 2. 你我的幸福 3. 信心的人 4. 追夢 5. 黏著 6. 喜翻你 7. Be Myself 8. For Joanna                              |
| 2    | 2019年7月12日 | 《你在幹嘛》 | 華語、台語、英語 | 1. 甜不辣 2. 喇叭La啦 3. 咖哩這一家 4. 不哭 5. 衝傻曉 6. 泥娃娃 7. Time Zone 8. 回家再說 9. 完美嘴脣 10. 你在幹嘛 |

### 獨唱單曲
| 發行日期       | 曲目                             | 語言 |
| 2014年         | 要多久                           | 華語 |
| 2014年         | 別丟下我                         | 華語 |
| 2014年         | 不止存在                         | 華語 |
| 2014年         | Make yourself a hero             | 華語 |
| 2014年         | Can rock'n'roll change the world | 華語 |
| 2015年         | 哈達諾U衣                        | 華語 |
| 2015年         | 活力海口                         | 台語 |
| 2015年12月30日 | 唯有想念                         | 華語 |
| 2016年2月1日   | 再忙也要                         | 華語 |
| 2017年         | 使命                             | 華語 |
| 2017年12月12日 | Falling                          | 華語 |
| 2021年3月19    | 叫爸爸                           | 台語 |
| 2023年9月13日  | 無懼的存在（藝起發光）           | 華語 |

### 合唱單曲
| 發行日期      | 歌手                                             | 曲目             | 語言 |
| 2016年        | 黃昺翔、范安婷                                   | 地球很危險       | 國語 |
| 2020年        | 黃昺翔、無所謂                                   | Who群Go黨        | 國語 |
| 2021年4月     | 蕭煌奇、潘麗麗、黃昺翔                           | 舞台             | 台語 |
| 2023年1月     | 蕭煌奇、黃昺翔、李吳兄弟、吉巴奈、方麗庭、楊玉凡 | 新年快樂好厲high | 國語 |
| 2023年8月30日 | 魏妙如、黃昺翔                                   | 擠燒             | 台語 |
| 2023年11月2日 | 蔡家蓁、黃昺翔                                   | 一人一支喙       | 台語 |

## 奖项
在張三李四樂團期間，獲得幾個獎項，包括2016年的金曲獎最佳演唱組合獎。
2020年，藉著新歌曲《叫爸爸》獲得台灣原創流行音樂大獎河洛語組首獎。

## 個人生活
2023年11月，黃昺翔與新加坡藝人魏妙如結婚。